# جوزيف جيمس الابن
جوزيف جيمس الابن (بالإنجليزية: Scott Armstrong)‏ (بالإنجليزية: .Joseph James، Jr) (ولد في 4 مايو، 1959) هو مصارع أمريكي محترف وحكم يعرف أكثر بالاسم سكوت أرمسترونغ. هو الابن الأكبر لبوب ارمسترونغ والأخ الأكبر للمصارعين براد أرمسترونغ وبراين جيرارد جيمس وستيف أرمسترونغ.

## المسيرة في مصارعة المحترفين

### النشأة
بدأ جيمس يتصارع عام 1983 باسم «سكوت ارمسترونغ». ولعب أكثر مبارياته في ولاية جورجيا وألباما. كما تصارع في منظمة ناشونال ريسلينغ اليانس (إن دبليو إيه) ومنظمات جيم كروكيت ومنظمة ورلد تشامبيونشيب ريسلينغ (دبليو سي دبليو) حيث كون فريقا يدعى «ذا جيمس بويز» مع أخوه ستيف. عمل جيمس في دبليو سي دبليو منذ 1992 وحتى 2001. حيث بدأ كمصارع وانتهى كحكم. كما تصارع في منظمة سموكي مونتن ريسلينغ باسم ديكسي نو-ميت.
كما عمل كحكم في منظمة توتال نونستوب أكشن ريسلينغ (تي إن إيه).

### وورلد ريسلينغ إنترتاينمينت (2006-2010)
كان ظهور أرمسترونغ الأول مع منظمة وورلد ريسلينغ إنترتاينمينت (دبليو دبليو إي) في 26 يوليو، 2006، سماكداون! عندما حكم مباراة على لقب الولايات المتحدة بين فينلي ووليام ريغال. في أغسطس 2006، أصبح أرمسترونغ حكما يعمل بدوام كامل مع الدبليو دبليو إي كما أصبح كبير حكام إي سي دبليو في شهر فبراير 2007 عندما انتقل كبير الحكام السابق مايكي هانسون إلى سماكداون!. كما كان الحكم الوحيد الذي مثل قسم إي سي دبليو في حدث راسلمينا إكس إكس أي في. بعدها، انتقل إلى سماكداون حيث أصبح كبير الحكام هناك. في نوفمبر 2008، قامت المنظمة بإلغاء حصرية الحكام للأقسام. مما يعني أن جميع الحكام سيظهرون في كل الأقسام (راو وسماكداون وإي سي دبليو أو دبليو دبليو إي إن إكس تي) في أي وقت. في راسلمانيا إكس إكس في، حكم أرمسترونغ مباراة مباراة الحدث الرئيسي بين بطل الدبليو دبليو إي تريبل إتش وراندي أورتن.
في 13 سبتمبر، 2009، تورط تسبب أرمسترونغ في خساراة اندرتيكر لبطولة العالم للوزن الثقيل حدث بريكنغ بوينت حين أعلن أن سي إم بنك هو الفائز على الرغم من أن أندرتكير لم يستسلم لحركة أنكوندا فايس التي نفذها بنك عليه. وهي حادثة تشبه حادثة مونتريال سكروجوب التي أقيمت في نفس المدينة عام 1997. في 30 أكتوبر، 2009، لعب أرمسترونغ في سماكداون مباراة خسرها سريعا أمام سي إم بنك. بعدها باسبوع، قام أرمسترونغ بالعد سريعا على سي إم بنك الذي كان خرج الحلبة ويمنح الفوز لصالح ار تروث.
في 26 فبراير، 2010، قام منظمة دبليو دبليو إي بفسخ عقد ارمسترونغ.

## الحياة الشخصية
جيمس متزوج من ميشيل ولديهما طفلان. في 2008، قام جيمس بالتبرع لصالح حديقة ذا زوو نورثويست فلوريدا بعد أن أصابها الإعصار إيفن.

## في المصارعة
- الحركة القاضية
  - سوبركيك[1]
- حركات معروف بها
  - عكس كروس بدي [8]
  - دوب كيك[8]
  - رول أب[8]

## بطولات وجوائز
- جورجيا تشامبيونشيب ريسلينغ
  - بطولة إن دبليو إيه ناشونال للفرق الثنائية (مرة) – مع بوب ارمسترونغ
- نورث جورجيا ريسلينغ أسوسيايشن
  - بطولة إن جي دبليو إيه للفرق الثنائية (مرة)
- إن دبليو إيه ريسل بيرمنغهام
  - بطولة إن دبليو إيه ريسل بيرمنغهام للفرق الثنائية (مرة) – مع بوب ارمسترونغ
- ساوث إيسترن تشامبيونشيب ريسلينغ
  - بطولة إن دبليو إيه ساوثرين للفرق الثنائية – م (مرة) مع براد ارمسترونغ
  - بطولة إن دبليو إيه للوزن الثقيل الخفيف (5 مرات)
- ساوث إيسترين إكستريم ريسلينغ
  - بطولة إس إكس دبليو للوزن الثقيل (مرة)
  - بطولة إس إكس دبليو إمباكت
- تينيسي مونتان ريسلينغ
  - تي إم دبليو للفرق الثنائية[9] – (مرة) مع براد ارمسترونغ
- يونايتد تشامبيونشيب ريسلينغ
  - بطولة يو دبليو سي للفرق الثنائية – (مرة) مع بوب ارمسترونغ
- يو إس إبه ريسلينغ
  - بطولة يو إس إيه للوزن الثقيل الخفيف (مرة)

## روابط خارجية
- جوزيف جيمس الابن على موقع IMDb (الإنجليزية)
- جوزيف جيمس الابن على موقع قاعدة بيانات الفيلم (الإنجليزية)
- جوزيف جيمس الابن على موقع كينوبويسك (الروسية)
- جوزيف جيمس الابن على موقع CageMatch worker (الإنجليزية)

## روابط إضافية
- صفحة سكوت أرمسترونغ في موقع أون لاين وورلد أوف ريسلينغ